# 藤田貴大 (ラグビー選手)
藤田 貴大（ふじた たかひろ、1993年6月17日 - ）は、ジャパンラグビーリーグワン東芝ブレイブルーパス東京に所属するラグビーユニオン選手。

## プロフィール
- 青森県東津軽郡蓬田村出身。
- ポジションはフランカー (FL)。
- 身長: 176 cm、体重: 96 kg
- ニックネームはふじた。

## 略歴
16歳からラグビーを始めた。
2012年、青森北高校卒業後、東海大学に入学する。なお青森北高校時代、主将を務め、高校日本代表に選ばれたことがある。
2015年、東海大学体育会ラグビーフットボール部の主将に就任した。
2016年、東海大学卒業後、東芝ブレイブルーパス (現・東芝ブレイブルーパス東京)に加入。
2017年8月19日に行われたジャパンラグビートップリーグ第1節のNECグリーンロケッツ戦にて先発出場で公式戦初出場を果たす。
2023年7月、東芝ブレイブルーパス東京のアシスタントコーチに就任した事が発表された。